# مانوئل لا روزا
مانوئل لا روزا (انگلیسی: Manuel La Rosa؛ زادهٔ ۲۰ مارس ۱۹۹۲) بازیکن فوتبال اهل ایتالیا است.
از باشگاه‌هایی که در آن بازی کرده‌است می‌توان به باشگاه فوتبال پارما اشاره کرد.